# Chiesa dell'Addolorata (Ledro)
La chiesa dell'Addolorata, anche nota come santuario della Madonna Addolorata o ancora come chiesa della Madonna delle Ferle, è una chiesa sussidiaria di Barcesino, frazione di Ledro, nell'omonima valle in Trentino. Fa parte della zona pastorale di Riva e Ledro e risale al XIX secolo.

## Storia

Il santuario prima dell'aggiunta del campanile, avvenuta nel 1967

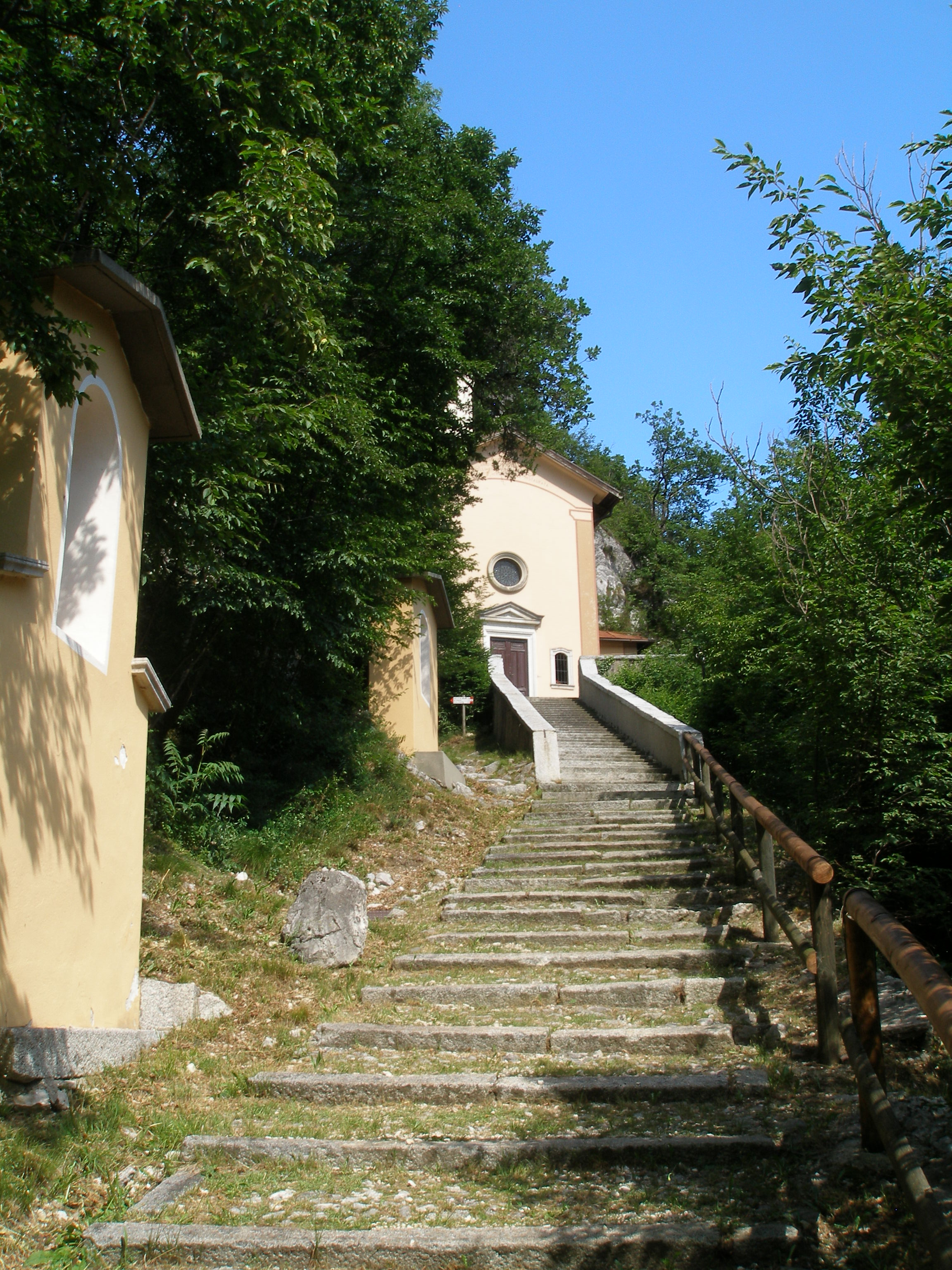
Scalinata di accesso alla chiesetta con le ultime stazioni della Via Crucis

La chiesa venne edificata tra il 1818 e il 1824, ma in precedenza sullo stesso sito esisteva una piccola cappella che era stata abbandonata. La volta della navata è stata affrescata dal rivano Giuseppe Craffonara. Alla fine del secolo è stata interamente restaurata in seguito ai danni subiti per la caduta di un masso che la colpì.

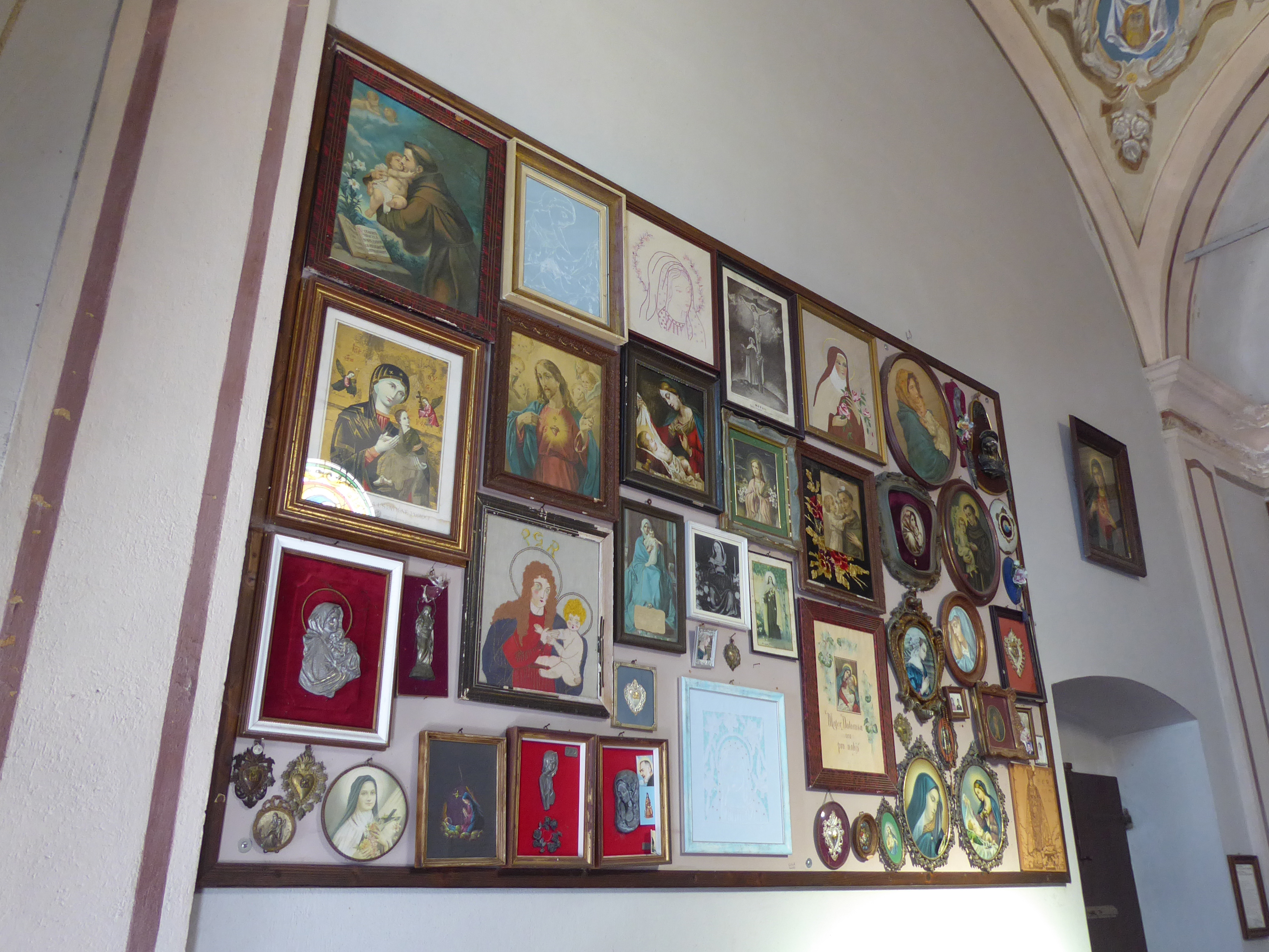
Ex voto

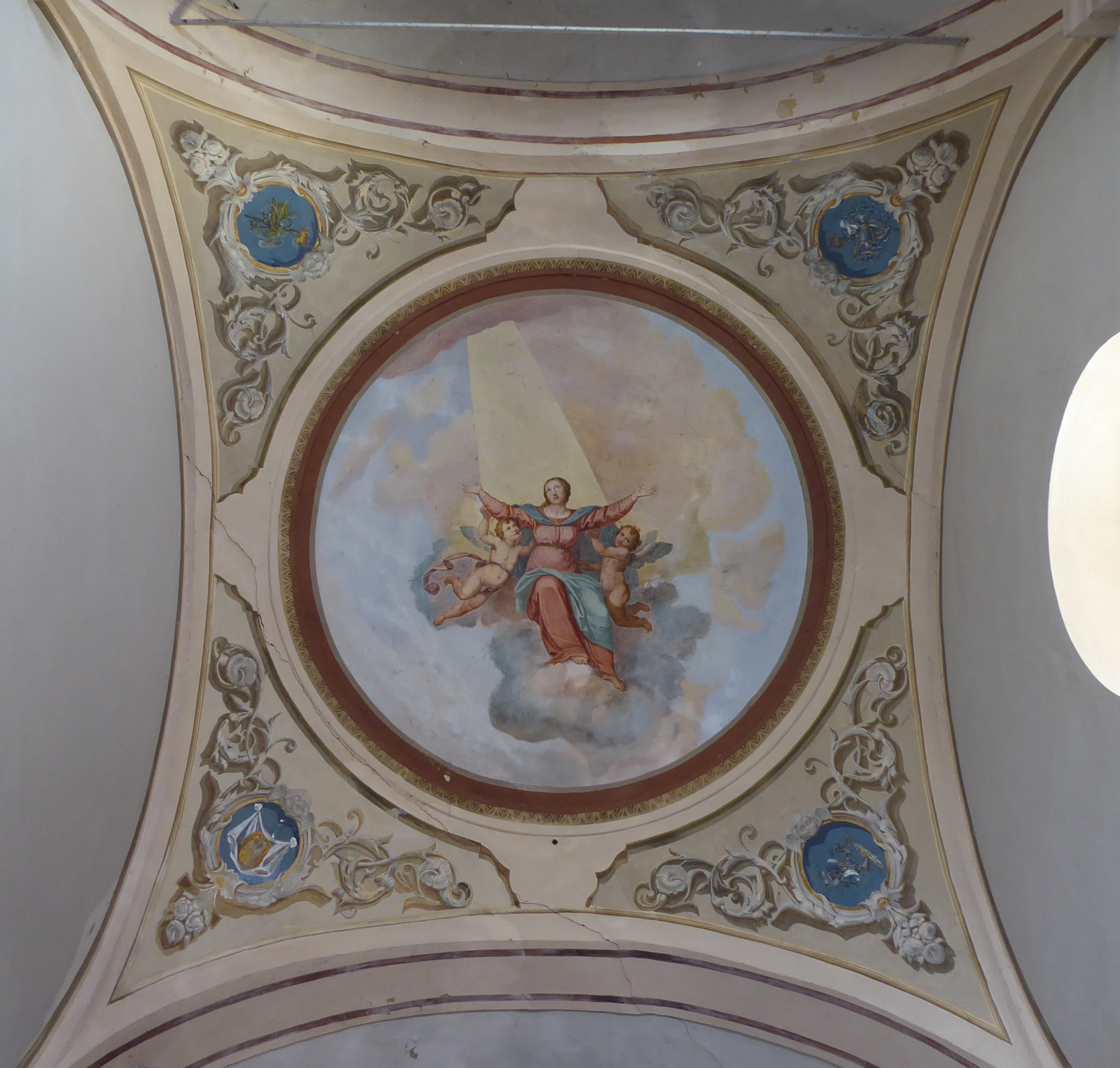
Affresco sulla volta raffigurante Maria assunta in cielo

Venne dedicata a Maria Addolorata solo nel 1909, dopo essere stata per quasi un secolo nota col nome di Madonna delle Ferle. Nel dialetto locale ferla significa stampella e la tradizione voleva che il luogo fosse miracoloso e che dopo essere saliti lungo il percorso della Via Crucis e sulla scalinata di accesso alla chiesetta si potesse tornare a camminare. Nella navata sono conservati gli ex voto lasciati dalla devozione dei fedeli.
Venne restaurata dopo il primo conflitto mondiale e la torre campanaria venne eretta solo nel 1967. In seguito al sisma del dicembre 1976 che colpì la zona venne sottoposta a nuovi restauri ultimati nel 1983.

## Descrizione

### Esterni
La chiesa è stata costruita sul monte Valera, in posizione periferica rispetto alla frazione di Barcesino, e si raggiunge attraverso una scalinata preceduta da una Via Crucis. 
Presenta tradizionale orientamento verso est. La facciata a capanna è semplice con due spioventi. Il portale architravato e con piccolo frontone triangolare è sovrastato in asse dall'oculo ed affiancato da du finestre rettangolari con conclusione curvilinea. La piccola torre campanaria si alza dal tetto in posizione avanzata nella parte sinistra.

### Interni
La navata interna è unica e nella sala si conservano diversi ex voto. Sulla volta della navata la Maria assunta in cielo è opera di Giuseppe Craffonara.